# Reana del Rojale
Reana del Rojale là một đô thị ở tỉnh Udine trong vùng Friuli-Venezia Giulia thuộc Ý, có cự ly khoảng 70 km về phía tây bắc của Trieste và khoảng 9 km về phia bắc của Udine. Tại thời điểm ngày 31 tháng 12 năm 2004, đô thị này có dân số 4.866 người và diện tích là 20,2 km².
Đô thị Reana del Rojale có các frazioni (đơn vị cấp dưới, chủ yếu là các làng) Cortale, Qualso, Reana, Remugnano, Ribis, Rizzolo, Valle, Vergnacco, và Zompitta.
Reana del Rojale giáp các đô thị: Nimis, Povoletto, Tarcento, Tavagnacco, Tricesimo, Udine.